# Alianța Confederațiilor Patronale din România
Alianța Confederațiilor Patronale din România (ACPR) este o asociație a patronatelor din România.
A fost înființată cu denumirea Confederația Patronatelor din Romania - CPR în 27 ianuarie 2000.
A devenit membră cu drepturi depline a IOE (en:International Organisation of Employers) în 4 iunie 2001.
Și-a schimbat denumirea în Alianța Confederațiilor Patronale din România - ACPR la 9 aprilie 2004, prilej cu care a avut loc și o restructurare internă și au fost primiți membri noi.
ACPR cuprinde șapte organizații patronale:
- Asociația Română a Antreprenorilor de Construcții - ARACO
- Confederația Națională a Patronatului Român - CNPR
- Confederația Patronală a Industriei, Serviciilor și Comerțului - CPISC
- Consiliul Național al Intreprinderilor Private Mici și Mijlocii din România - CNIPMMR
- Consiliul Național al Patronilor din România - CoNPR
- Patronatul Național Român - PNR
- Uniunea Generală a Industriașilor din Romania - UGIR